# Libellula incesta
Libellula incesta is een libellensoort uit de familie van de korenbouten (Libellulidae), onderorde echte libellen (Anisoptera).
De wetenschappelijke naam Libellula incesta is voor het eerst geldig gepubliceerd in 1861 door Hagen.